# Любомир Фельдек
Любомир Фельдек (словац. Ľubomír Feldek; род. 9 октября 1936, Жилина, Первая Чехословацкая республика) — словацкий и чехословацкий поэт, прозаик, драматург, сценарист, переводчик, литературовед, редактор издательства «Словацкий писатель» в Братиславе. Заслуженный артист Чехословакии (1979).

## Биография
Родился в семье государственных служащих, в 1954 году окончил среднюю школу. Затем изучал словацкую филологию в Педагогическом университете в Братиславе. Во время учёбы начал работать редактором в издательстве «Младе лета», но был вынужден покинуть издательство в 1958 году по политическим причинам и смог закончить университет только год спустя. С 1960 по 1961 год — редактор журнала, с 1961 по 1973 год занимался литературным творчеством, с 1974 по 1986 год — редактор журнала «Словенский список».
Автор многих книг, в том числе для детей, переводов произведений Шекспира, Г. Аполлинера, И. В. Гёте , А. Рембо , А. С. Пушкина , Софокла, В. В. Маяковского, А. А. Блока, Демьяна Бедного, С. Я. Маршака, С. В. Михалкова, украинских писателей — И. Я. Франко, Б. И. Антонича, В. М. Сосюры и др.
Лауреат премий Ивана Краско (1962), Яна Голлы (1973) и премии Хрустальное крыло (2007).

## Избранные произведения
Проза
- 1980 — Van Stiphout, роман
- 2004 — Moja žena Oľga a nekonečno

Поэзия
- 1961 — Jediný slaný domov
- 1970 — Kriedový kruh
- 1973 — Paracelsus
- 1974 — Severné léto
- 1976 — Dvaja okolo stola
- 1980 — Poznámky na epos
- 1986 — Milovanie pred usnutím
- 1986 — Slovák na Mesiaci
- 1990 — Plakať je krásne
- 1991 — Usmiaty otec
- 1999 — Milovanie v pokročilom veku
- 2004 — Lekárnička zamilovaných
- 2006 — Slovák na Venuši
- Výběry z poezie

Эссе
- 1977 — Z reči do reči
- 1982 — Homo scribens
- 1989 — À propos svědomí
- 1998 — Svet je aj inde
- 2006 — V otcovej Prahe
- 2007 — Prekliata Trnavská skupina
- 2008 — Homo politicus
- 2009 — O nákazlivosti šťastia
- 2013 — Ťahák z dejín slovenskej literatúry od Lomidreva po Malkáča

Пьесы
- 1977 — Metafora
- 1978 — Teta na zjedenie
- 1979 — Jánošík podľa Vivaldiho
- 1982 — Smutné komédie
- 1986 — Utekajte, slečna Nituš
- 1988 — Umenie neodísť
- 1988 — Skúška
- 1990 — Dve hry o pravde
- 1995 — Smrť v ružovom
- 1995 — Teta z Prahy
- 1999 — Hraj, noha, a ty, druhá, tancuj
- 2000 — Ze dreva vyrezané
- 2002 — Horor v horárni
- 2012 — Stalin v Žiline

### Для детей
Стихи
- 1959 — Hra pre tvoje modré oči
- 1961 — Jediný slaný domov
- 1963 — Telefón
- 1970 — Kto mamke pomáha?
- 1982 — Päť detektívov
- 1991 — Papagáj Kolumbus

Проза для детей
- 1965 — Zlatúšik
- 1968 — Zelené jelene
- 1970 — Rozprávky na niti
- 1972 — Kúzelník a kvetinárka
- 1972 — Kocúr a jeho chlapec
- 1974 — Modrá kniha rozprávok
- 1983 — Zelená kniha rozprávok
- 2003 — Veľká kniha slovenských rozprávok
- 2004 — Modrozelená kniha rozprávok
- 2011 — Čiernobiela kniha rozprávok
- 2013 — Dvere do rozprávo

## Награды
- Крест Прибины II класса (1 января 2003 года)[3]
- Медаль Пушкина (13 марта 2007 года, Россия) — за большой вклад в укрепление и развитие российско-словацких культурных связей[4]
- Заслуженный артист Чехословакии (1979 год)
- Государственная премия имени Йозефа Милослава Гурбана (16 сентября 2021 года)[5]
- Премия «Хрустальное крыло» (2007 год)
- Премия Ивана Краско (1962 год)
- Премия Яна Голлы (1973 год)